# 비앙카 치미넬로
비앵카 키미넬로(Bianca Chiminello, 1976년 9월 5일 ~ )는 오스트레일리아의 배우, 모델이다.
멜버른에서 태어났다.

## 출연 작품

### 영화
- Toxic (2008)
- Lbf (2011) - 아름다운 후원자 역

### 텔레비전
- E! 뉴스 (1998) - 본인 역
- 파스케이프 (2000)
- 더티 섹시 머니 (2007)